# 糸数慶子
糸数 慶子（いとかず けいこ、1947年10月11日 - ）は、日本の政治家。参議院議員（3期）、沖縄社会大衆党委員長（第11代）、沖縄県議会議員（3期）を務めた。

## 来歴・人物
1947年、中頭郡読谷村生まれ。米軍統治下で育ち、米軍基地・読谷補助飛行場で実施されたパラシュート演習で投下されたトレーラーに小学生の少女が圧殺された事件（1965年6月11日）をきっかけにはじまった米軍抗議集会に初参加。
1966年に琉球政府立読谷高等学校卒業後、琉球放送の番組「土曜ワイド」アシスタントや、沖縄バス・東陽バス等のバスガイドに勤務。沖縄県の歴史や現状を県外、国外の人に伝えるバスガイド経験は20年以上におよぶ。

### 政界入り
1989年に沖縄大学短期大学部非常勤講師、1990年にYMCAホテル専門学校非常勤講師を経て、1992年には沖縄社会大衆党の要請と、「俺が家事・育児みんなやるから出ろ」と言う夫（当時沖縄タイムス記者）の言葉で、沖縄県議会議員選挙（那覇市選挙区）に出馬、得票数第2位で初当選した。以後3期連続当選。
任期中、こども病院の建設や男女共同参画社会の実現に努めた。1995年9月15日、北京で開催された第四回世界女性会議NGOフォーラム・ワークショップ「沖縄における軍隊、その構造的暴力と女性」に参加、同年9月4日の沖縄米兵少女暴行事件をきっかけに11月、「基地・軍隊を許さない行動する女たちの会」を高里鈴代（前・那覇市議会議員）と設立。沖縄大学で観光学の講義をしたことがある。

### 国政へ
2004年7月、島袋宗康の後継者として第20回参議院議員通常選挙の沖縄県選挙区に日本唯一の全野党共闘（沖縄社会大衆党・日本共産党・民主党・社会民主党・みどりの会議からの推薦と、自由連合からの支持）を得て、無所属で出馬。平和バスガイドの草分けとしての知名度は高く、自由民主党公認、公明党推薦の対立候補・翁長政俊を9万5000票以上の大差（獲得投票数約31万6000票）で破り、初当選。
当選後、民主党沖縄県連（代表・喜納昌吉）から会派入りを要請されたが、「支持団体の中に特定政党会派に所属することに慎重論が強い」として無所属で議員活動を続けている。沖縄タイムスのインタビューでは「県民、国民に公平な社会、政治の実現を目指す。国会の平和ガイド役を務めたい」と語っている 。

### 沖縄県知事選挙出馬
2006年11月19日執行の沖縄県知事選挙に、社大党・民主党・日本共産党・社民党・国民新党・新党日本・自由連合の野党勢力の推薦を受ける（保守系地域政党のそうぞうは「支持」）形で立候補。新党大地も推薦・支持は見送ったが、鈴木宗男代表が糸数支援に駆けつけ、国政全野党が共闘した希少な例となった。糸数は立候補に伴い、告示日の同年11月2日付で公職選挙法の規定により参議院議員を退職（自動失職）となった。しかし投開票の結果、自民党・公明党が推薦した仲井眞弘多に3万7318票差（獲得投票数30万9,985票）で敗れた。
長島昭久などの民主党内で共産党との野党共闘に否定的な議員からは、「敗れた方が良かった」との意見を述べるものもあった。長島ほどではないが、鈴木宗男など共産党との「相乗り」を敗因に挙げる意見もあり、保守勢力を含めた共闘の難しさを浮き彫りにした。自由連合は糸数を推薦したとはいえ、代表の徳田毅が離党した上で仲井眞支援を表明し、かなりの支持者が仲井眞に流れたといわれている。「そうぞう」は当初代表の下地幹郎の擁立を強く主張しており、下地の出馬辞退の代わりに、糸数に「これまでの政策を全て撤回し、自衛隊・安保堅持を主張せよ」という要求を突きつけ、統一候補決定を大きく遅らせる原因ともなった。その上、『週刊金曜日』12月1日号（高江洲千里「“他力本願”戦術と裏切りが致命傷に」）によると、直前の豊見城市長選などでは野党が分裂したため、糸数陣営のねじれ現象を産んだ。同記事によるとそうぞうは選挙戦では糸数支援でまとまったが、保守を嫌う革新支持者との軋轢を生んだり、そうぞうが糸数支援に力を入れるほど、衆院選で下地と真っ向から対決した公明党・創価学会も対抗して仲井眞支援に拍車が掛かる始末だった。
沖縄県知事選での敗北を受け、民主党が国会審議に復帰した上、教育基本法改定案を取り下げ、防衛庁の「省」昇格法案の賛成に回るなど、国政にも大きく影響を与えた。
また、防衛庁長官の久間章生は11月23日、もしも糸数が当選していた場合、「法律を作ってでも、一方的に県知事の（公有水面の）使用権限を国に移してでも、やらなければいけないと考えていた。もし負けたら、力尽くでもこっちはやるんだという腹を持っていた」と述べた。基地移設には公有水面埋立法に基づき知事の許可が必要だが、移設反対派が勝った場合、強硬手段によって（『読売新聞』11月24日号によると、特別措置法を制定し、知事の許認可権を中央政府に移す予定であった）ことを進める方針だった。

### 国政復帰
2007年7月、第21回参議院議員通常選挙の沖縄県選挙区に民主党・共産党・社民党・社大党・国民新党と全野党の推薦を受けて立候補。辺野古への自衛艦の派遣、沖縄戦の集団自決をめぐる歴史教科書検定問題、米軍装甲車侵入事件、辺野古沖での酸素ボンベバルブ閉栓事件、などで高まる世論の中、圧倒的支持を受け、自民・公明支持層も3割近くが糸数に投票し、全県選挙で過去最高の得票37万6500余を獲得、自民党公認・現職の西銘順志郎を相手に約12万7000余票の大差で圧勝し、参議院議員に8ヶ月ぶりに返り咲いた。なお、同じ選挙で社民党の比例区から立候補し当選した山内徳信（元読谷村長・沖縄県出納長）は読谷高校時代の糸数の恩師にあたり、世界史の教科担任であった。

### 社大党委員長就任
2010年8月6日の第74回定期党大会で糸数は第11代社大党委員長に就任した。2008年の県議選で自党の勢力を半減させた他、党員・党友の顕著な高齢化、所属議員の減少に伴う財政難など党勢の衰えが指摘される中で県内政党初の女性党首に就任した糸数は「市町村議員に女性を発掘し、女性議員のネットワークをつくっていきたい。子育てや教育の問題に真っ正面から取り組み、若い世代にアピールする」と述べた。
2013年7月23日 第23回参議院議員通常選挙に社大党公認で立候補し、全国的には自民党に強い追い風が吹く中、自民党候補を僅差で破り沖縄県選挙区で3回目の当選を果たす。なお、この選挙における非自民候補で1人区で当選したのは、糸数・岩手県選挙区の平野達男の2人だけであった。
2013年8月2日の参議院本会議で実施された副議長選挙において二重投票を行ったことにより、憲政史上初の再投票を実施することになった。糸数は「単純なミス」と釈明し陳謝した。
2016年8月に委員長を退任し、後継には沖縄県議会議員の大城一馬が就任した。

### 参議院議員を退任
改選を迎える第25回参議院議員通常選挙に向けては、当初出馬の意向を表明していたものの、社大党は琉球大学大学院法務研究科教授の高良鉄美を擁立すると決め、2018年12月27日にすでに3回当選している糸数に対して引退を勧告。糸数は社大党の方針に反発し、同日付で離党届を提出した。離党届は受理されないまま、2019年1月10日に糸数が記者会見を行い、参院選への不出馬を表明した。なお、政治家を引退するわけではなく、衆院選などへの立候補の可能性を模索するとしていた。
2019年3月には立憲民主党と国民民主党が糸数に対し次期衆院選沖縄4区への立候補を打診。糸数が前向きな意向を示した一方、オール沖縄内には政党色の強い糸数への慎重意見もあり、2020年9月にオール沖縄勢力は元那覇市議の金城徹に4区への立候補を打診。2021年2月に立憲民主党は金城を公認した。
2021年4月13日、「辺野古新基地を造らせないオール沖縄会議」の共同代表に就任。
2022年9月の沖縄県議補選（那覇市・南部離島区）では、糸数の長女でNPO法人理事の糸数未希が立候補した。糸数は玉城デニー知事からの要請もあり娘の応援演説に入ったが、同選挙では元社大党副書記長の上原快佐も立候補する分裂選挙となり、糸数未希は上原に敗れ落選した。

## 政策・主張・活動
- 日本国憲法第9条の改正と集団的自衛権の行使に反対[20]。
- 原発は日本に必要ない[21]。
- TPP参加に反対[20][21]。
- 選択的夫婦別姓制度に賛成[22]。政府の世論調査について「結婚改姓をしている女性たちは圧倒的に選択的夫婦別姓を容認している。男女とも反対は60歳以上だが、60歳以上に反対が多いから必要ないということでは、若い世代をないがしろにしていると言われても仕方がない。」とコメントした[23][24]。また、この問題は国連の各人権委員会が勧告されている、人権問題である、とも指摘している[25]。
- 婚外子差別の撤廃に賛成。2013年11月21日に、出生届への記載事項から嫡出・非嫡出の別を削除する旨の戸籍法改正案を野党共同で参議院に提出している[26]。
- 事実婚が増えていることから、共同親権の必要性を述べている[27]。
- 2006年4月26日、参議院議員会館で行われた「共謀罪に反対する超党派国会議員と市民の緊急院内集会」に参加した[28]。
- 2010年8月19日、日韓併合100年を契機に「植民地支配過程で被害にあった韓国人とその子孫たちに対して日本政府の十分な賠償を促す」ことを目的とした「韓日過去史の解決と未来に向けた平和議員会議」に参加した[29][30]。その議論で糸数慶子参院議員（無所属)は「過去の日本がやったことと、現在進行形である米軍が所在するために起きている騒音などの問題も一緒に、解決の方向にいければいい。」と総括した[31]。
- 2011年12月14日に日本軍『慰安婦』問題解決全国行動が開催した韓国水曜デモ1000回アクション in Tokyoに参加した[32][33]。
- 2012年8月29日、李明博韓国大統領の竹島上陸と天皇に関する発言に抗議する決議案に反対[34]。

## 所属団体・議員連盟
- 立憲フォーラム（幹事）
- 共謀罪に反対する超党派国会議員と市民の集い（呼びかけ人）[35]
- うりずんの会
- 子どもの貧困対策推進議員連盟[36]
- 末日聖徒イエス・キリスト教会（教会員）[37]

## 著書
- 自著： 2005年5月 『いのちの声　女性・環境・平和の視点から』地域の目舎
- 自著： 2005年8月 『沖縄-平和への道　基地なしに生きる選択』資料センター本郷
- 自著： 2013年5月　『沖縄の風よ　薫れ「平和ガイド」ひとすじの道』
- 共著： 2003年11月 『沖縄にカジノは必要か?』カジノ問題を考える女たちの会
- 関連文献： 2005年8 - 9月 福井美穂子「平和の風（かじ）　バスガイド・糸数慶子の挑戦」（女性コミック）、講談社、雑誌『BE・LOVE』第17号 - 第18号